# Giulio Cesare (Schiff, 1923)
Die Giulio Cesare (I) war ein 1923 in Dienst gestellter Passagierdampfer der italienischen Reederei Navigazione Generale Italiana, der für den Passagier- und Frachtverkehr von Italien nach Südamerika verwendet wurde.

## Das Schiff
Das 22.576 BRT große Dampfturbinenschiff Giulio Cesare wurde bei Swan, Hunter & Wigham Richardson im englischen Wallsend gebaut. Sie war das Schwesterschiff der Duilio (24.281 BRT), die bei Cantieri Navali Ansaldo di Sestri Ponente in Genua entstand. Der Bau der beiden Schiffe war noch vor Ausbruch des Ersten Weltkriegs beschlossen worden. Der Krieg hatte das Vorhaben aber vorerst zum Stillstand gebracht, sodass beide Schiffe erst nach Kriegsende fertiggestellt und 1923 in Dienst werden konnten.
Die Giulio Cesare war 193,2 Meter lang, 23,2 Meter breit und war mit zwei Schornsteinen, zwei Masten und vier Propellern ausgestattet. Sie wurde von vier Dampfturbinen der Wallsend Slipway & Engineering Company angetrieben, die 3.620 PS leisteten und eine Geschwindigkeit von 20 Knoten ermöglichten. Die sechs Doppelender-Kessel und vier Einender-Kessel wurden ebenfalls von Wallsend Slipway gebaut. Sie war ein modernes Schiff, das über einen Nachtclub mit Bar auf dem Oberdeck, Telefone und moderne Kommunikationsgeräte verfügte.
Es konnten 244 Passagiere in der Ersten Klasse, 306 in der Zweiten Klasse und 1800 in der Dritten Klasse an Bord genommen werden. Die Luxuskabinen der Ersten Klasse verfügten über private Badezimmer und Duschen sowie Parkettfußböden aus Eichenholz. Zu den Räumlichkeiten der Ersten Klasse gehörten ein Ballsaal und ein kuppelgekrönter, zweigeschossiger Speisesaal. Die Räumlichkeiten der Ersten und Zweiten Klasse waren mittschiffs untergebracht, die der Dritten Klasse im achteren Bereich des Schiffs. Die Passagiere der Zweiten und Dritten Klasse teilten sich ein Schwimmbecken. Die Zweite Klasse wurde als vergleichbar mit der Ersten Klasse auf anderen Schiffen beschrieben.
Die Giulio Cesare lief am 7. Februar 1920 vom Stapel, wurde im November 1921 fertiggestellt und unternahm 1923 ihre Jungfernfahrt. Sie wurde für die Route Genua–Neapel–Südamerika gebaut, lief aber auch nordamerikanische Häfen an. Außerdem wurde der Dampfer auch für Kreuzfahrten eingesetzt. Bis 1925 waren die Giulio Cesare und die Duilio die größten Schiffe der italienischen Handelsmarine. Im Jahr 1929 wanderten die Großeltern und der Vater von Papst Franziskus mit dem Schiff als Passagiere der Dritten Klasse von Italien nach Argentinien aus.
1932 wurden die größten italienischen Reedereien – die Navigazione Generale Italiana (Hauptsitz in Genua), die Cosulich Società Triestina di Navigazione (Hauptsitz in Triest) und der Lloyd Sabaudo (Hauptsitz in Turin) – durch Benito Mussolini verstaatlicht und zur Società Italia Flotte Riuniti zusammengefasst. Die Flotten dieser Reedereien daher zusammengelegt und die Giulio Cesare kam so unter neue Eignerschaft.
Im November 1933 wurde die Giulio Cesare modernisiert und anschließend im Mittelmeer-Südafrika-Service eingesetzt. 1935 stieß sie im Hafen von Gibraltar mit dem deutschen Dampfschiff Barenfels zusammen. Die Verantwortung des Unfalls wurde dem deutschen Schiff angelastet, dessen Kapitän und Mannschaft festgenommen wurden. 1942 wurde die Giulio Cesare vorübergehend an das International Committee of the Red Cross (ICRC) verchartert und im Jahr darauf in Triest aufgelegt. Dort fiel sie am 11. September 1944 einen alliierten Luftangriff zum Opfer und wurde schwer beschädigt. Das Wrack wurde danach verschrottet.